# Colonia San Ricardo
Colonia San Ricardo,  (también conocida como  Iriarte), es una localidad del partido de General Pinto, en el norte de la provincia de Buenos Aires, Argentina.
Se ubica sobre el km 353 de la ruta nacional 7 a 23 km del límite con la provincia de Santa Fe.
La población solamente se dedica a los trabajos rurales, al comercio suficiente como para sustentar a la pequeña comunidad y se prestan los servicios esenciales en forma de urgencias. 
Jurisdiccionalmente depende del Municipio de General Pinto, en lo Judicial al Departamento judicial de Junín, en lo sanitario a la región III y en lo policial a la Jefatura Departamental III Junín.

## Población
Cuenta con 811 habitantes (Indec, 2010), lo que no representa cambio significativo frente a los 809 habitantes (Indec, 2001) del censo anterior.
| Gráfica de evolución demográfica de Colonia San Ricardo entre 1991 y 2010 |
|                                                                           |
| Fuente: Censos nacionales del INDEC                                       |

## Historia

#### Origen del dominio de la tierra
Las tierras donde hoy está asentada la colonia San Ricardo, sobre la estación Iriarte, estaban hasta 1868 en zona de frontera. Según contrato celebrado el 1° de octubre de 1868 entre el Superior Gobierno de la provincia de Santa Fe y el Dr. Diego de Alvear, de acuerdo con lo dispuesto en la ley del 29 de septiembre del mismo año, el señor Gobernador de la provincia de Santa Fe vende a Diego de Alvear un terreno fiscal ubicado en la parte sudoeste de esta provincia, compuesto de una superficie de 108 leguas cuadradas.
El 7 de mayo de 1969, el gobernador Mariano Cabal otorga escritura de propiedad de dicho terreno. Posteriormente a raíz del conflicto limítrofe entre Buenos Aires, Santa Fe y Córdoba, una Comisión de Límites Interprovinciales traza en 1884 la línea divisoria entre las tres provincias, resultando que parte del terreno de Alvear queda ubicado en la provincia de Buenos Aires.
En 1888 Diego de Alvear se presenta al Superior Gobierno de la provincia de Buenos Aires pidiendo la protocolización de los terrenos, accediendo el 1° de agosto de ese año, el gobernador Máximo Paz, dejando a salvo los derechos de terceros, pues los campos de Lumb, se superponen en parte con los mismos.
En 1890 el agrimensor Octavio Talamón fue comisionado por el Juez de Primera Instancia para repartir entre los herederos del Dr. Diego de Alvear la parte de las tierras que no están en litigio. Es así como entre los cinco herederos se reparten las 8.233 hectáreas, tocándole a cada uno 1.646, siendo estos : Diego de Alvear, Josefina Alvear de Rodríguez, Elisa Alvear de Bosch, Teodelina Alvear de Lezica y Carmen Alvear de Christophersen.

#### El paso del Ferrocarril
La ley Nacional N.º 583 del 5 de noviembre de 1872, autorizaba al Poder Ejecutivo para contratar la construcción y explotación de cinco líneas férreas siendo una de ellas la que partiendo de Buenos Aires hasta San Juan, pasaba por Rojas o Junín, Mercedes, San Luis, La Paz y Mendoza. El 9 de julio de 1882, comienzan en Mercedes los trabajos de la línea del Ferrocarril Trasandino, concesión que tenía Juan E. Clarck. El 16 de enero de 1883 el Gobierno aprueba por decreto los estatutos de la Compañía Anónima del Ferrocarril de Buenos Aires al Pacífico, presentado por Eduardo Madero y la cesión que Juan E. Clarck hace a la mencionada compañía para construir el ferrocarril trasandino, entre las ciudades de Mercedes (provincia de Buenos Aires) y Villa Mercedes (provincia de San Luis).
Por decreto del 30 de enero de 1886, el Gobierno autoriza a la empresa del Ferrocarril de Buenos Aires al Pacífico, a inaugurar el 15 de febrero el ramal Chacabuco-Orellanos (Diego de Alvear).
La citada empresa construye una estación en el kilómetro 342, dándole en primera instancia el nombre de Christophersen - en el año 1893
Las tierras para la estación y vías fueron donadas al ferrocarril por los matrimonios conformados por Pedro Christophersen-Carmen Alvear de Christophersen y Ricardo Lezica-Teodolina Alvear de Lezica, siendo escrituradas el 14 de agosto de 1894, ante el juez Ramón Méndez y el escribano Manuel Delgado, con una superficie de : 60 m x 600 m y 22 m x 660 m.
Cabe aclarar que para la construcción y denominación de la parada ferroviaria, el 26 de diciembre de 1893, el presidente Saénz Peña, dicta un decreto autorizando al Directorio de la citada empresa de ferrocarril, el permiso correspondiente para instalar una estación de cuarta clase en el kilómetro 342,550 de la referida traza.
El 2 de marzo de 1894 el ministro de Obras Públicas de la Nación, Miguel Tedín, sanciona una resolución que concede el nombre de General Iriarte de acuerdo al siguiente texto: "Estando resuelto por la Dirección General de Ferrocarriles que los nombres de las estaciones sirvan para conservar el recuerdo de personajes ilustres que han prestado servicios a la patria y que sólo en casos excepcionales, cuando se trata de personas que se han hecho acreedoras a la consideración pública por sus largos servicios al país, se dé el de ciudadanos que aún viven, se resuelve no hacer lugar a lo solicitado, debiendo bautizarse la estación a construirse en el km 342,550 del Ferrocarril de Buenos Aires al Pacífico con el nombre de General Iriarte, en conmemoración del centenario del guerrero de la independencia de ese nombre, el cual cumple el 6 del presente mes".
De lo expuesto se desprende que los donantes de las tierras para la estación, los Christophersen y Lezica, solicitaron que la parada se llamase "Christophersen" y así lo hicieron colocar al agrimensor en los planos que realizó del trazado del pueblo y Colonia San Ricardo, hecho como vimos que no se cristalizó.

#### La Fundación del pueblo
En octubre de 1892 los señores Ricardo Lezica y Pedro Christophersen, en representación de sus esposas Teodolina Alvear de Lezica y Carmen Alvear de Christophersen, ambas herederas del Dr. Diego de Alvear, se presentan al Superior Gobierno de la provincia de Buenos Aires solicitando la aprobación de una trazado de colonia, denominado "San Ricardo" y su pueblo respectivo.
El agrimensor Octavio Talamón es el encargado de realizar los planos, resultando 102 chacras de 25 hectáreas cada una, salvo las limítrofes que tienen superficies variables. La parte urbana del pueblo, consta de 152 manzanas subdivididas en solares de 20 x 40 y 34 quintas de superficies variables. En el pueblo se reservan cuatro manzanas de 100x100 para plazas, cuatro solares de 60x40 para municipalidad, policía, escuela e iglesia. Reservándose en los ángulos este y oeste dos terrenos para hospital y cementerio.
Luego de examinar el proyecto el Departamento de Ingenieros, el Poder Ejecutivo aprueba los planos el 7 de diciembre de 1893, del Pueblo y Colonia San Ricardo, alrededor de la estación "Christophersen" del Ferrocarril al Pacífico.
El 17 de abril de 1894, ante el escribano Mayor de Gobierno, se realizó la escritura de donación de las reservas destinadas a usos públicos, por parte de Ricardo Lezica, Teodolina Alvear de Lezica, Pedro Christophersen y Carmen Alvear de Christophersen, a favor del Fisco de la provincia de Buenos Aires.
El 20 de mayo de 1894, la intendencia municipal de General Pinto toma posesión en nombre del Estado de los terrenos donados para usos públicos. 
El 30 de mayo de 1894, los señores Lezica y Christophersen en representación de sus cónyuges solicitan autorización para variar la traza urbana y parte de las quintas.
El 12 de junio de 1895 el Poder Ejecutivo aprueba la modificación a la Colonia San Ricardo, aceptando al Ingeniero Carlos de Chapeaurouge para que practique la nueva mensura. El citado profesional realiza el amojonamiento de la nueva traza del Pueblo y quintas de la Colonia San Ricardo, finalizando en los primeros días de agosto.
El 27 de agosto de 1895, el Departamento de Ingenieros, informa que puede ser aprobado el nuevo proyecto presentado por el ingeniero Chapeaurouge.
Por decreto del 12 de mayo de 1921 el Poder Ejecutivo resuelve acceder al desistimiento de una parte del trazado de la Colonia San Ricardo, situada al norte de las vías del ferrocarril al Pacífico y estación General Iriarte, aceptando la permuta de algunas reservas destinadas a usos públicos.

#### ¿Quién fue Iriarte?
Tomás de Iriarte nació en Buenos Aires el 7 de marzo de 1794, siendo sus padres el Coronel Félix de Iriarte y doña María Josefa del Rosario Somalo.
Tuvo una vasta actuación como militar, diplomático, legislador y político. De inmensa cultura produjo una profusa obra literaria y dejó escritas sus memorias. 

#### Las primeras ventas de tierras
Cuando en octubre de 1893 los señores Lezica y Christophersen en representación de sus esposas Teodolina y Carmen de Alvear, solicitan al gobierno la aprobación de los planos de la colonia y pueblo San Ricardo, ya habían iniciado meses antes la venta de solares, quintas y chacras.
Una de las primeras ventas que se realizan es a Remigio Medina ( hijo ) y a Benita Galván de Valdez, el 13 de abril de 1893, ante el escribano Andrade, por el que el señor Octavio Talamón en representación de Teodolina Lezica de Alvear vende al primero de ellos dos chacras de 25 hectáreas cada una, por 1.750 pesos; y a la segunda tres chacras con un total de 81 ha a 2.500 pesos.
El 17 de julio del mismo año, es escribano Andrade vende a Carmen Gómez un terreno de 50 hectáreas, a Laureano Maldonado otra fracción de campo y a Emilio Pochi un terreno de 30 hectáreas.
En 1894 venden una chacra de 64 ha a Juana Simona Guiñazú de Maldonado, y otra a Laureano Néstor y Manuela Maldonado y Guiñazú, ante el juez de paz de General Pinto, Fernando Blanco. El 28 de mayo de 1894, Gregorio Barcos compra las chacras 3, 4, 5, 6, 11, 12 y 13 y Santos Cabezas una chacra.
Las ventas prosiguen en ese mismo año a Matías Montiel y Martín Iribarren. También pueden mencionarse como pioneros de la colonia a C. Gómez, Magallanes, Arce, Ochoa, Medina, Molina, Blasco y Cabrera.

#### El nombre de la Colonia
Cuando en 1893 los señores Ricardo Lezica y Pedro Christophersen en representación de sus esposas Teodolina y Carmen se presentan al Superior Gobierno solicitando la aprobación de un trazado de Colonia y Pueblo, denominan al nuevo centro de población con el nombre de  "San Ricardo". De esta manera, quedaban convalidados los dos nombres de los esposos de las hijas de Diego de Alvear, tanto para la estación con "Christophersen" por Pedro Christophersen, como para la Colonia "San Ricardo" por Ricardo Lezica .
Dichos proyectos fracasaron, pues mientras a la parada ferroviaria se le imponía en 1894 la denominación de General Iriarte, el nombre de la Colonia era paulatinamente absorbido por el de la estación ferroviaria.

#### La fecha de fundación
De acuerdo a todo lo expuesto anteriormente podemos rescatar que son varias las fechas significativas para la localidad que se halla sobre al estación Iriarte :
- 15 de febrero de 1886: se inaugura el ramal Chacabuco-Orellanos de la empresa Ferrocarril de Buenos Aires al Pacífico.
- 13 de abril de 1893: se inicia la venta de chacras de la colonia San Ricardo.
- 10 de octubre de 1893: los Sres. Lezica y Christophersen, en representación de sus esposas solicitan la aprobación de los planos al gobierno de la provincia de Buenos Aires.
- 7 de diciembre de 1893; el Poder Ejecutivo aprueba los planos del pueblo y colonia San Ricardo.
- 26 de diciembre de 1893: se dicta un decreto nacional autorizando a la Compañía del Ferrocarril, a instalar una estación en el km 342,550.
- 2 de marzo de 1894: el Ministerio de Obras Públicas de la Nación, dicta una resolución denominando "General Iriarte" a la estación que se está construyendo en el km 342,550 del ferrocarril al pacífico.

De todos estos hechos de importancia para la comunidad de Iriarte, sin duda el que reviste mayor significación es el de la aprobación por parte del Poder Ejecutivo de los planos realizados por el agrimensor Octavio Talamón del Pueblo y Colonia San Ricardo, el 7 de diciembre de 1893.
De acuerdo a lo expuesto corresponde que la población de estación Iriarte emitan su opinión, para que el Poder Ejecutivo, dicte la norma legal correspondiente, y la comunidad pueda celebrar el aniversario de la localidad.
Sobre la estación General Iriarte, del Ferrocarril San Martín (Ex Pacífico), casi al límite del Partido, en su parte norte, se halla el pueblo denominado "Colonia San Ricardo", situado a 100,30 metros de altitud . Dista esa población 352 kilómetros de Buenos Aires y 57 kilómetros de General Pinto.
Corresponde actualmente al Cuartel 14 y su población se calcula en total en 600 habitantes.
La estación de Ferrocarril, fue creada el 15 de febrero de 1880. Es este centro de población, aún entonces dependiente de Lincoln, el primero que tuvo línea férrea, el ramal de Buenos Aires a San Luis, es el más importante actualmente, ya que es la vía internacional.
El origen del nombre de la estación es en homenaje al apellido del general Tomás de Iriarte, militar que nació en Buenos Aires, el 7 de marzo de 1794 y a los diez años fue enviado al colegio Real de Segovia -España-, en compañía del después general Alvear, siendo capturado el buque en que iban y conducidos prisioneros a Inglaterra. En 1808 se halló en el sitio y rendición de Segovia, cayendo entre los prisioneros de las tropas de Napoleón. Dos años después, en clase de subteniente, se encontró en el sitio y rendición de Sevilla y desde 1810 a 1812 asistió a la defensa de la isla de León, mandando las baterías de la línea. Tomó parte en la batalle de Chiclana contra los franceses y continuó sus servicios en los ejércitos reales hasta 1810, año en que, con la graduación de teniente coronel, vino al Alto Perú, aprovechando allí una aproximación del ejército independiente para adherirse a los patriotas. Incorpórese al ejército del General Belgrano, con quien mantuvo estrecha amistad. En 1820 acompañó en su campañas al General Alvear y emigrado a Montevideo fundó una sociedad patriótica con fines de emancipar al país. Al año siguiente fue enviado a Buenos Aires por el cabildo de esa ciudad, en misión reservada y tres años después a los Estados Unidos como secretario de una embajada presidida por aquel general. A su regreso se le confió el mando y organización de un regimiento de artillería, a cuyo frente hizo toda la campaña contra el Brasil, actuando con brillo en la memorable batalla de Ituzaingó.
Vuelto al país en 1831, ascendió a general y poco después fue elegido diputado. Fue desterrado por Rosas. Se alistó en el ejército de Lavalle, sirviendo en las campañas del 40 y 41. Emigró a Chile y luego a Montevideo, donde ocupó altos cargos militares. De regreso a su ciudad natal, actuó nuevamente en política, falleciendo en la Capital Federal el 28 de mayo de 1876.

#### Trazado
Aunque desistido en dos ocasiones, el proyecto de trazado de colonia agrícola en 1893  y de centro agrícola en 1895 , el nombre del centro de la población quedó fijado como "Colonia San Ricardo", por la ley 1913, tal como lo habían designado los señores Lezica y Christophersen, por los antecedentes existentes de origen en los planos respectivos.
Al igual que en Villa Francia y Villa Roth, en esta población se comete el error de designar la localidad con el nombre de Iriarte cuando es "Colonia San Ricardo". El trazado de Colonia San Ricardo, estación Iriarte, se compone de 43 manzanas, cuya numeración comienza sobre el norte con los números 1 al 11, 12 al 23, 24 al 33 y 34 al 43. La plaza es la manzana 18 y corta las 17 y 19 y mide 11.000 m².

#### Delegación municipal
El Gobierno municipal está representado por un delegado del Departamento Ejecutivo. Esta Delegación se creó por Ordenanza el 17 de junio de 1898, siendo la segunda que se crea en el distrito, con el objeto de "percibir en la forma que establezcan las Ordenanzas Municipales toda clase de impuestos, en el radio fijado y ejercer todos aquellos actos que disponga la intendencia...". Era intendente municipal el Sr. José María Patrón. Por diversos problemas no se logró concretar este proyecto, pero según consta en los archivos municipales, el Comisionado Luis F. Sánchez cristaliza la idea mediante Ordenanza del 20 de junio de 1899 y suprimida en 1919. Es rehabilitada nuevamente por el Comisionado municipal Don Damián del Castillo el 20 de agosto de 1917.
Fue el primer delegado designado Don Fidel Ochoa, pero dejado este sin efecto, se nombra en su lugar a Don Leopoldo Fernández. En septiembre de 1900, lo reemplaza Don Martín Tellechea. En enero de 1902 hasta octubre de ese año es designado Don Pablo Lapierre. Se nombra luego a Don Pablo Rimada. En julio de 1904 es designado Don Arturo Sabrines.
Rehabilitada en 1917 se nombra delegado a Don José Laporta. En 1920, a Don Manolo Maiolo, hasta el 7 de marzo de 1921. Lo reemplaza Don Ramón A. Vidal hasta mayo de 1921, reemplazado por Don Juan José Orqueda. A este lo reemplaza en agosto del mismo año Don Remigio L. Rano hasta octubre de 1922, siendo reemplazado otra vez por Don Ramón Vidal hasta febrero de 1929.
Sigue después Don Severo Estévez hasta septiembre de 1930 en que es designado Don Juan Cabezas. En 1931 es delegado Don Primitivo Luna y posteriormente Don Juan Cabezas. Desde 1944 hasta 1947 es delegado Don José María Balmaceda y desde esa fecha Don Silvano González, que continúa.
Le siguieron a los nombrados en el cargo de delegados municipales: Héctor Aguirre, Nicolás Mateljan, Cristina Amicucci y en el año 2001 el señor Sergio Guidobono. Actualmente la delegada municipal es Mary Torres.

## Educación

#### Jardín de infantes N.º 904 Rosario Vera Peñaloza
Creación: fue creado el 15 de mayo de 1973 
Antes funcionaba en la delegación atrás, tenía los juegos actuales 
Dirección: Cristina Amicucci.
Funcionó una sola sala de niños de 3 a 5 años (durante de años)
La asociación cooperadora compró el terreno hizo dos salas, cocina y baños. Como para los alumnos y los docentes. Más adelante funcionó el comedor y un depósito, Se techó el sum y en el año 2012 se amplió con dirección y receptoría. Actualmente la matrícula es de 35 alumnos. De 3 a 5 años cuentan con dos horas de educ. física y en el 2023 cumplió 50 años de creación. Dos salas en una docente Luana Torres, y en la otra es con dirección a cargo de Silvina Beltramino.
Tenemos una preceptora y una docente con cambio de salón.

#### Escuela Primaria N°5 Vicente Lopez y Planes
Según la información del Ministerio de Educación la Escuela N.º 5 comenzó a funcionar el 7 de agosto de 1905 situada en el cuartel XIV en la propiedad del señor Agustín Figari en el Paraje General Iriarte a 55 km de la cabecera del partido.
Según Ministerio de Educación la primera directora fue la señora Carolina de la Vega de Díaz Vivar.
En 1946 se construye el edificio en un terreno cedido por el centro protector del niño integrado por un grupo de Vecinos de la localidad.
Las llaves fueron entregadas por el ingeniero civil Juan Francisco Baicacoa. Su directora Lucía del Carmen Vasconcelos el día 29 de mayo de 1946.
El 11 de julio de 1946 la dirección general de escuelas autoriza a trasladar la escuela al edificio construido bajo el número de expediente 6.267.945
El 26 de abril de 1950 un grupo de vecinos se reúnen para formar la cooperadora con el resultado satisfactorio de la primera comisión de cooperadora.
Carta recibida al establecimiento "La Plata 3 de enero de 1977."
Según la necesidad de proceder a una reclasificación nacional del establecimiento escolar dependiente de la inspección general de la enseñanza primaria común. La Escuela se traslada al edificio actual.
El 11 de septiembre de 1961 se inaugura mástil frente al edificio en la colocación de placas respondiente a su directora María Elena Morganti.
En 1964 se amplía la escuela con la ayuda de la cooperadora y con una alianza de la provincia. Agregan un aula más y cierran la galería. Su presidente el señor José Manuel Anca. El encargado de la obra Agustín Marzol.
La comunidad de Iriarte se preocupó y ocupó mucho para que la escuela creciera para el bienestar de nuestros hijos a pesar de que es un pequeño pueblo del noroeste bonaerense sobre RN 7 kilómetro 352.
En el año 1946 la Escuela primaria se transformó en la Escuela General Básica n.° 5, que contaba con una matrícula de 160 alumnos de 1.º a 9.º año.
En el año 1984, el intendente municipal de General Pinto Ambrosio Gioja, entrega guardapolvos, libros y útiles para alumnos de bajos recursos.
En el año 1988 en febrero se refaccionan los baños con fondos de la cooperadora.
En el año 1989 sigue la construcción con fondos de la cooperadora.
En el año 1990 donde con aporte de la Municipalidad de General Pinto con una nueva construcción de aulas.
En el año 1995 recibimos durante el ciclo material didáctico de la cooperadora escolar como así también el material escolar de la cooperativa Eléctrica de Iriarte.
En el año 1996 el Ministerio de Educación dona una computadora con impresora a la institución por intermedio de la presidenta de Consejo Escolar la señora Adriana Diez Maruri.
| VISION DE LA ESCUELA |
| Nuestra visión es que para { el 2022 la escuela logre realizar proyectos educativos compartidos, conformando equipos de trabajo y de reflexión de la práctica docente con propuestas pedagógicas que contemplen la diversidad del aula, significativas e innovadoras, transcendiendo las rutinas y enfocándose en el desarrollo de las capacidades como continuo. |
| MISION DE LA ESCUELA |
| Brindar una trayectoria integral, inclusiva y significativa, potenciando las capacidades de nuestros alumnos para el nivel secundario. |
| VALORES |
| Respeto. Compañerismo. Solidaridad. |

#### Escuela Secundaria N.º3 "René Favaloro"
En marzo de 1992 se creó el anexo media N.º 1 Don Sixto Acosta de Germania.  En mayo de 2009 deja de ser anexo de Germania, siendo la primera directora, la señora María Ángela Díaz.
Se cursaba en el edificio de la Escuela Primaria N.º 5 porque la Escuela Media no tenía edificio propio, el edificio se inauguró en marzo de 2011, construido con el plan nacional de 700 escuelas.

## Turismo

#### Botánico y Museo Pola y Ramón Marzol
En la zona rural de Iriarte, están localizados dos emprendimientos privados creados por el Sr. Oscar Marzol: un Botánico creado el 16 de junio de 1977 y el Museo Pola y Ramón Marzol iniciado un 4 de abril de 1988.
Cuando en 1977 comienza esta aventura de la cultura se disponían de 8 ha, teóricamente suficientes para desarrollar el botánico. 
Al cabo de tres años, además de las primeras plantas, se había construido un galpón, instalado un molino, y formado un lago de casi una hectárea. Se estaba trabajando en algo importante, era notorio el impacto que producía en el cercano pueblo de Iriarte, donde estaba la mayor parte de la mano de obra necesaria.
Después de una década de desarrollo exitoso del botánico, en 1988 nació el museo, el punto de partida fue la adquisición de la vieja casona de Bautista Davio, donde se albergaron los primeros objetos. Se replicó la estación ferroviaria de Iriarte y se construyó un tramo de vías, en las que apoya una locomotora y vagones.
Se compró un lote vecino de 4,5 hectáreas que permitió además de mayor espacio para las plantas, ampliar el lago. Sin embargo, los espacios nuevamente resultarían insuficientes. Las adyacencias de la vieja casona estaban abarrotadas de máquinas, equipos, herramientas y demás testimonios del pasado que hasta allí llegaban, como por arte de magia. 
En 1994 se inicia la construcción en etapas de los módulos de un edificio de planta rectangular de 2.664 m².
En 2007 se inicia un nuevo proceso expansivo. Se agrega un lote de 7,5 ha que permite la continuidad espacial del Museo. Y en septiembre de ese año se realiza una importante plantación de más de 600 coníferas, ocupando 1,5 ha del “fondo” del nuevo predio, y en 2008 se construye un nuevo espejo de agua, que, por su localización en una de las áreas de menor tránsito interno, resultó un atractivo escenario para la presencia de aves.
Se incorporó un galpón ferroviario grande, comenzando una etapa de nuevas réplicas, con una vieja panadería que funcionó en Entre Ríos y poniendo a punto una peluquería antigua. Con estos aportes, el espacio del Museo casi se duplicó.
El arquitecto Oreste Marzol, diseñó la última ampliación de la residencia familiar durante 2008 y 2009, también una zona de estacionamiento techada, una ampliación del galpón, agregándole vestuarios, sala para comensales y parrilla bajo techo. 
Finalmente cabe agregar que, en agosto de 2011, se realizó otra importante plantación en el nuevo espacio aumentando la ocupación a 3,5 ha, quedando una reserva de 4,5 ha para nuevos proyectos.

#### Centro Club Deportivo y Recreativo "San Martín de Iriarte"
Fue fundado el 9 de marzo de 1943 a iniciativa del señor Pascual Strada, realizándose sus primeras reuniones en la cancha de paleta, propiedad del nombrado. Funcionó en una panadería que gentilmente donara el señor Strada, la que fue demolida construyéndose la primera pista de baile y en sus fondos, la primera cancha de fútbol y básquet.
Los colores que viste el club son celeste y blanco.